# Ivy Compton-Burnett
Ivy Compton-Burnett est une romancière britannique née le 5 juin 1884 à Pinner (Middlesex) et morte le 27 août 1969 à Kensington, Londres.

## Biographie
Romancière discrète de la première moitié du XXe siècle, Dame Ivy Compton-Burnett (elle fut anoblie par la reine  Élisabeth II peu de temps avant sa mort) fut un écrivain très apprécié par ses pairs, depuis Angus Wilson jusqu'à Nathalie Sarraute ou, plus près de nous, Angelo Rinaldi et Hector Bianciotti.
Née en 1884 (bien que certaines sources en France indiquent la date erronée de 1892) elle est l'aînée d'une fratrie de sept enfants. Fille du médecin homéopathe James Compton-Burnett, elle perdit très tôt sa mère. Après les secondes noces de son père, Ivy et ses frères et sœurs reçurent une éducation à domicile, ce qui est un premier élément d'explication à la thématique des romans à venir, où l'univers familial et coupé du monde crée un climat lourd et prompt à tous les débordements criminels et amoraux.
Son père mourut alors qu'elle avait 16 ans, en 1901. Les années sombres débutèrent alors pour Ivy qui devait souffrir de l'autorité de sa belle-mère avant de perdre deux de ses frères (l'un mourut des suites d'une pneumonie et l'autre fut tué à la guerre) puis deux de ses sœurs qui se suicidèrent ensemble. Hormis ces éléments on dispose de peu d'informations concernant la biographie d'Ivy Compton-Burnett. Elle s'installa avec sa compagne, la journaliste Margaret Jourdain, dans un appartement londonien à Cornwall Gardens au milieu des années 1920. Les deux femmes devaient partager, jusqu'à la mort de Margaret en 1951, près de trente années de vie commune.
Ivy Compton-Burnett est morte à Londres en 1969.

## Son œuvre
Les romans d'Ivy Compton-Burnett sont, d'après Angus Wilson, parmi les plus amoraux qui soient. On y trouve en effet des adultères, des meurtres (ayant pour origine l'orgueil et la cupidité des protagonistes), l'homosexualité et l'inceste... Cette galerie sombre est décrite sous forme de dialogue, ce qui explique que l'œuvre d'Ivy Compton-Burnett fut facilement adaptée sous forme de pièces de théâtre radiophoniques qui eurent un grand succès en Grande-Bretagne. Après un premier roman qui souffre encore de l'influence de George Eliot, Dolorès, paru en 1911, Ivy observera le silence jusqu'en 1925 et la publication de Maîtres et serviteurs. S'ensuivra jusqu'à sa mort une vingtaine de titres qui mettent tous en évidence une opposition, comme Mères et fils en 1937, Jour et ténèbres en 1951 ou Passé et présent en 1953. Nathalie Sarraute la cite comme l'un des écrivains importants de la modernité, à l'égale de Virginia Woolf, dans L'Ère du soupçon.
Ivy Compton-Burnett était admirée de Graham Greene, Rosamond Lehmann et Elizabeth Bowen, mais assez peu appréciée de Virginia Woolf.
Elle a obtenu le James Tait Black Memorial Prize en 1955 pour Mother and Son.
La maison en Kensington où elle habitait et mourut, Nº 95 Cornwall Gardens, a un blue plaque commémoratif depuis 1994.